# 로드 롤러
로드 롤러(road roller, roller compactor)는 땅을 다지는 중장비이다. 무거운 철제의 차바퀴를 갖고 스스로 이동하면서 평평하게 만든 지면이나 아스팔트를 단단하게 굳힌다. 철차륜 대신 수개의 타이어를 사용한 타이어 롤러는 부드러운 지반도 빨리 굳힐 수가 있다. 이 밖에 모래 성분이 많은 경우 흙을 진동시켜서 굳히는 진동 롤러도 쓰인다.

## 작업능력
롤러의 작업능력 Q(m3/h)은 다짐토량으로 계산되며, 다음 식으로 계산한다.
{\displaystyle Q={\frac {1000VWHfE}{N}}}
- V : 작업속도(km/h)
- W : 1회 유효다짐폭(m)
- H : 다짐상태 두께(m)
- f : 토량환산계수
- E : 효율
- N : 소요 다짐횟수

## 종류
다지려고 하는 흙이 사질토인지 점성토인지, 즉 흙의 성질에 따라 다른 롤러를 써야 한다. 롤러가 사용되는 대표적인 공사가 도로 공사이다. 아스팔트 포장도로를 만들기 위해선 다음의 순서로 롤러를 투입한다.
1. 머캐덤 롤러
2. 타이어 롤러
3. 탠덤 롤러[2]
4. 콤비네이션 롤러
5. 소일 콤팩터(진동롤러)

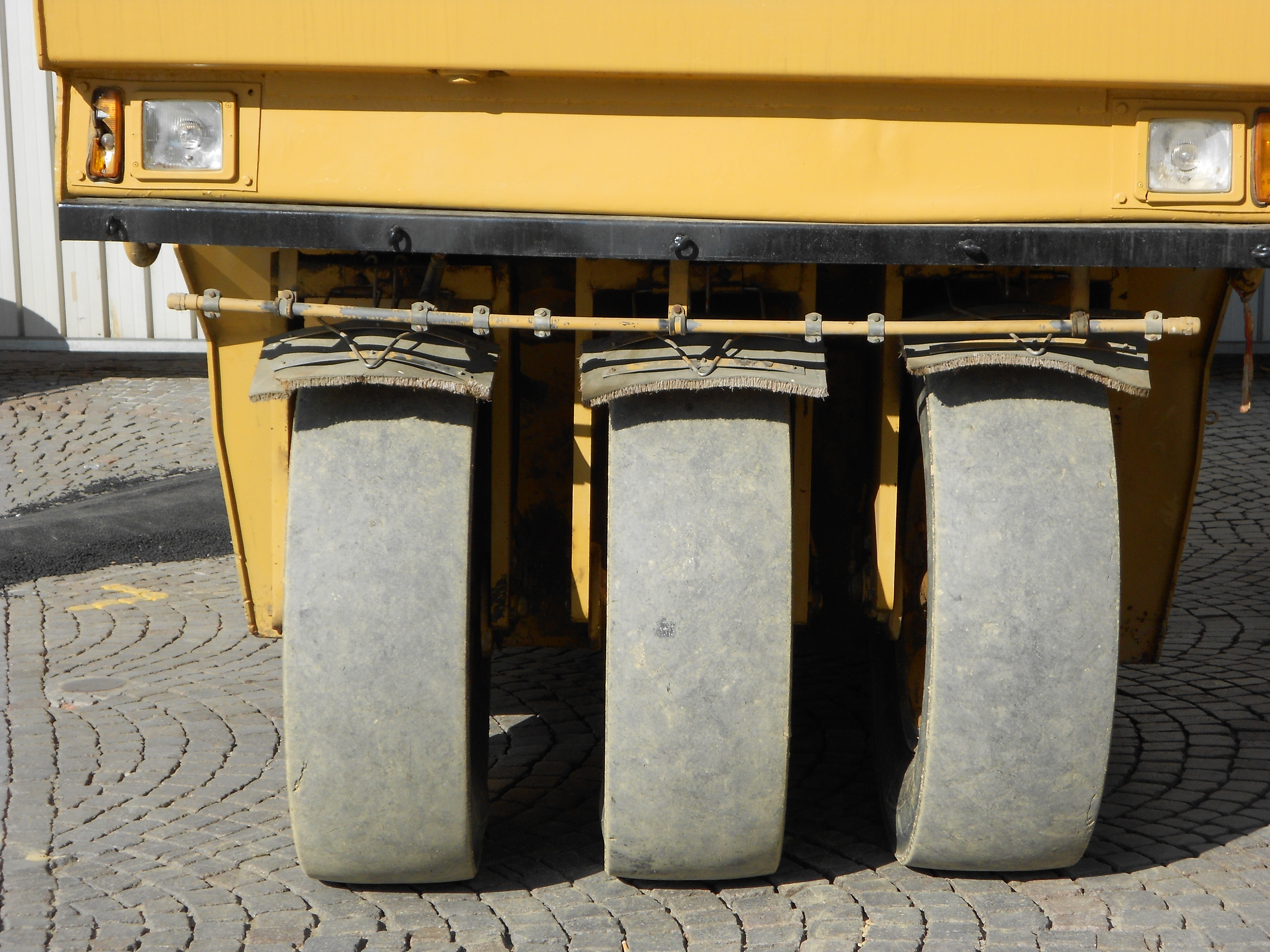
Tire roller
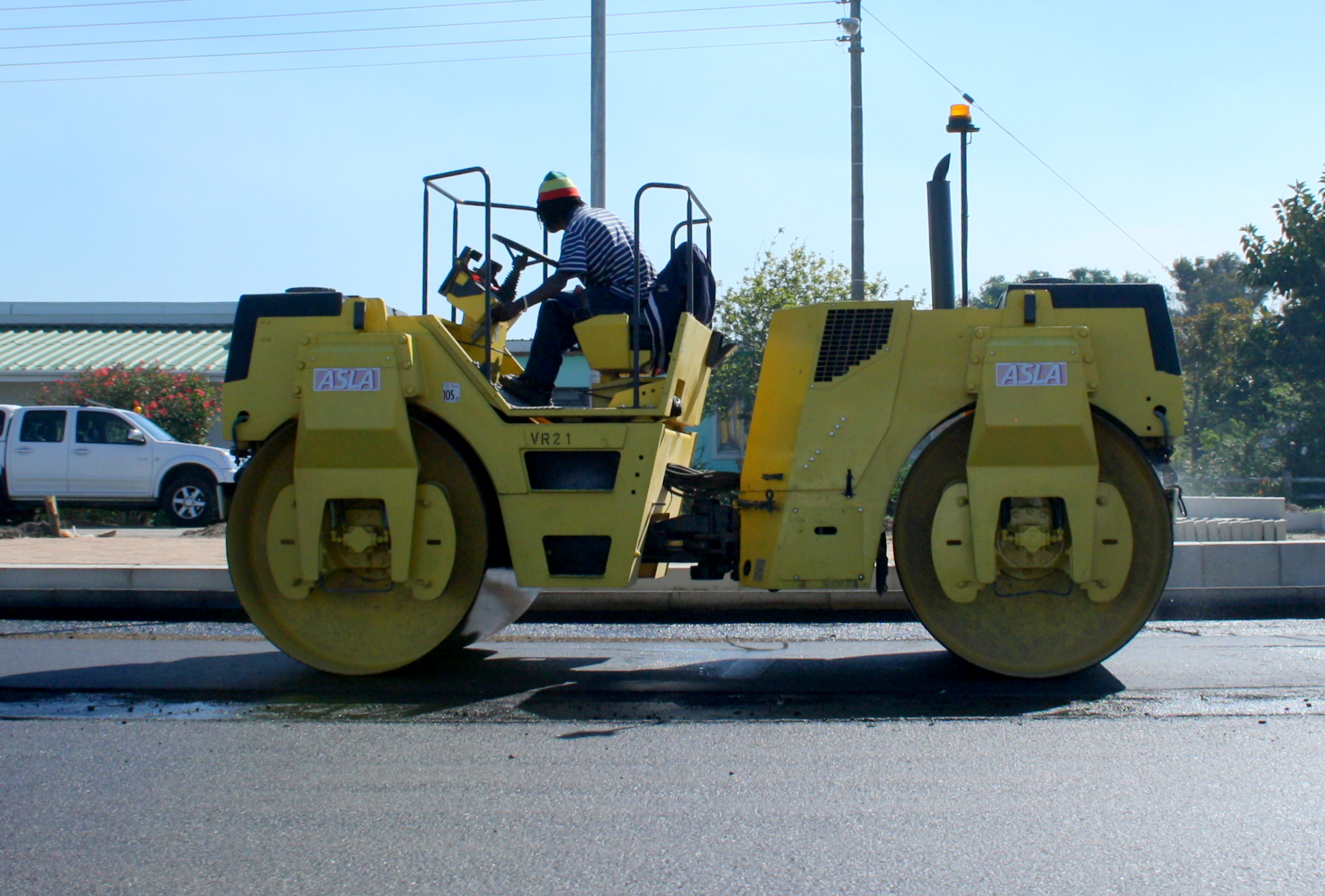
Tandem roller

탬핑롤러도 있는데, 탬핑롤러에는 다음의 것들이 있다. 탬핑롤러는 수분이 많은(함수비 큰) 점성토의 다짐에 쓰인다.
- tapper foot roller
- sheeps foot roller(양족 롤러)
- turn foot roller
- grid roller

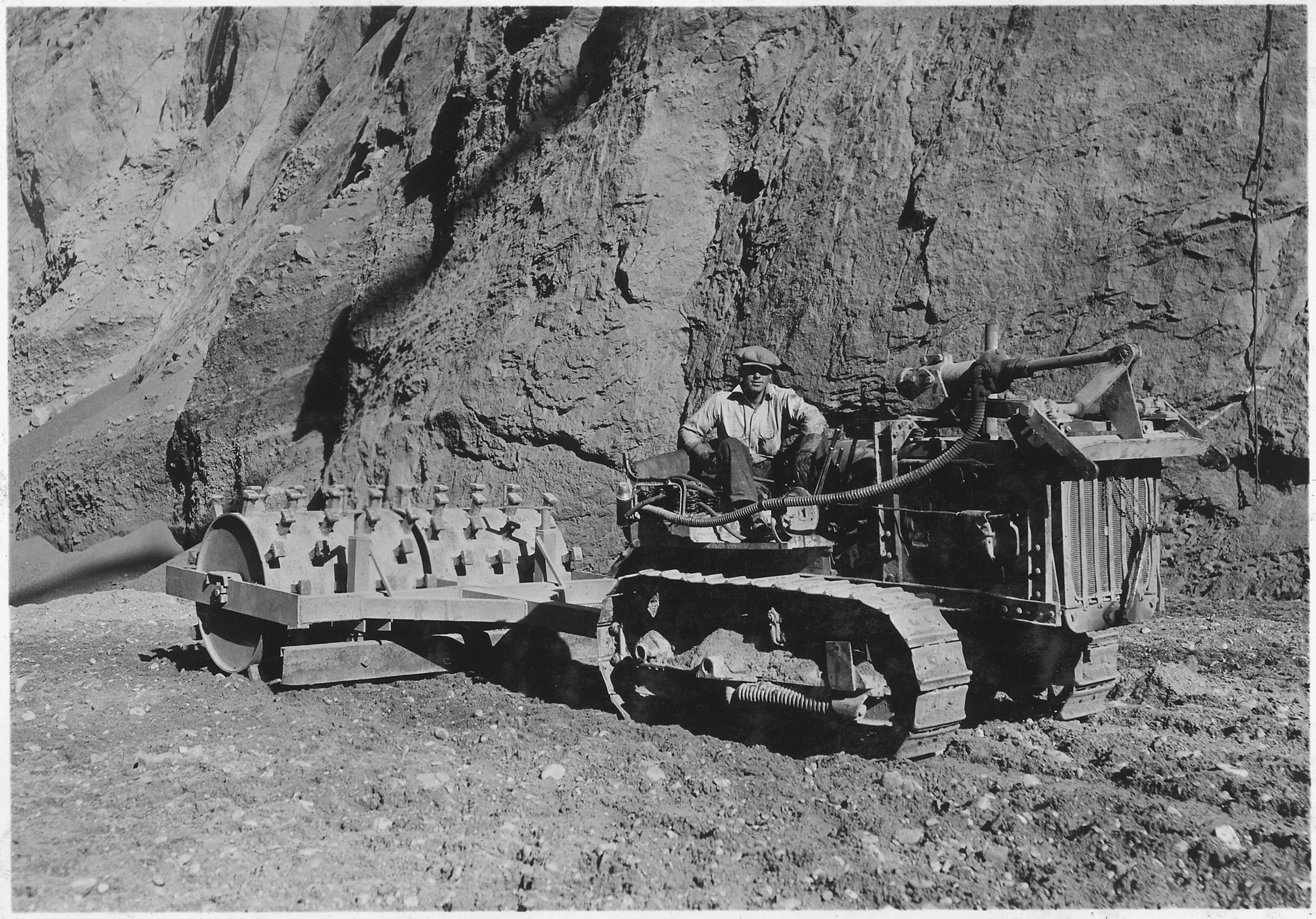
양족탬퍼(sheeps foot tamper)를 장착한 트랙터. 다른 기계에 이처럼 부착해서 끌고가며 작업하는 것을 '피견인식'이라고 하고, 다른 사진들에서 보듯이 자체적으로 움직일 수 있는 것들은 '자주식'이라고 한다.
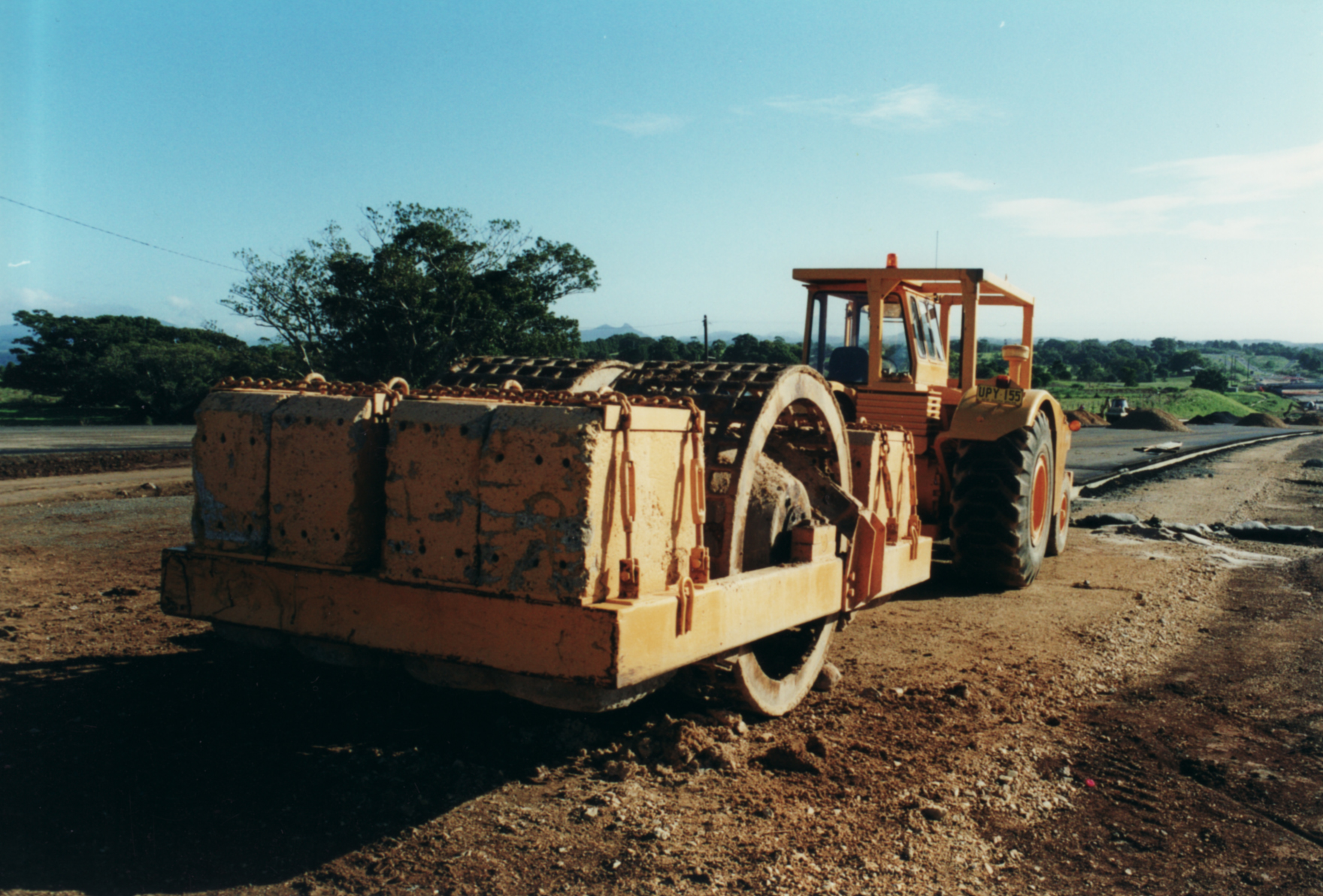
grid roller

## 같이 보기
- 트랙터

## 참고 자료
- 이 문서에는 다음커뮤니케이션(현 카카오)에서 GFDL 또는 CC-SA 라이선스로 배포한 글로벌 세계대백과사전의 내용을 기초로 작성된 글이 포함되어 있습니다.
- 박영태 (2019). 〈건설기계〉. 《토목기사 실기》. 세진사.